# Raymond Kvisvik
Raymond Kvisvik (Sarpsborg, 8 novembre 1974) è un calciatore norvegese, attaccante dell'Østsiden.

## Biografia
A luglio 2006, Kvisvik ha lanciato un singolo musicale, dal titolo This is for Real, assieme ad altri quattro calciatori professionisti norvegesi: Freddy dos Santos, Morten Gamst Pedersen, Kristofer Hæstad e Øyvind Svenning. Hanno chiamato la loro band The Players. I ricavati dell'album sono andati in beneficenza, al MOT.

## Caratteristiche tecniche
Calciatore di piede mancino, ha segnato molte reti nonostante non fosse propriamente un calciatore rapido.

## Carriera

### Club

#### Greåker e Sarpsborg
Kvisvik ha cominciato la carriera con la maglia del Greåker, all'epoca militante in 3. divisjon. Nel 1995 è passato al Sarpsborg, in 1. divisjon. Al termine del campionato 1995, il Sarpsborg è retrocesso in 2. divisjon. Kvisvik è rimasto in squadra per un'ulteriore stagione, contribuendo all'immediata promozione del club.

#### Moss
In vista del campionato 1997 si è accordato con il Moss, sempre in 1. divisjon. Ha esordito in squadra il 20 aprile, subentrando ad Anders Kiel nella vittoria per 1-2 sul campo del Bryne. L'11 maggio ha trovato la prima rete, con cui ha sancito il successo esterno per 0-1 contro il Runar. In virtù del 2º posto finale del Moss, la squadra ha centrato la promozione in Eliteserien.
Il 13 aprile 1998 ha così avuto l'opportunità di debuttare nella massima divisione locale, in occasione della vittoria per 0-1 in casa del Brann. Il 30 aprile ha trovato il primo gol in questa divisione, nel pareggio interno per 1-1 contro il Sogndal. È rimasto in squadra fino all'estate, totalizzando 35 presenze e 9 reti in campionato, in una stagione e mezza.

#### Brann
Durante la sessione estiva del calciomercato 1998, Kvisvik è passato al Brann. Ha giocato la prima partita con questa casacca in data 1º luglio, partita in cui ha trovato anche la prima rete, attraverso cui ha contribuito al pareggio per 1-1 sul campo del Lillestrøm.
Il 12 settembre 2000 ha esordito nelle competizioni europee per club: è sceso in campo in luogo di Alex Valencia nella sconfitta per 3-2 contro il Basilea, sfida valida per il primo turno della Coppa UEFA. È rimasto in squadra fino al mese di luglio 2002.

#### Austria Vienna
Nell'estate 2002, Kvisvik è passato all'Austria Vienna. Ha debuttato nella massima divisione austriaca in data 16 luglio, sostituendo Jürgen Panis nella vittoria per 0-3 sul campo del Kärnten. Il 31 agosto è arrivato il primo gol, nella vittoria per 0-3 contro l'Admira Wacker Mödling. In quella stagione, l'Austria Vienna ha centrato il double, aggiudicandosi la vittoria di campionato e coppa nazionale. Il 23 giugno 2003 ha rescisso il contratto che lo legava al club.

#### Il ritorno al Brann
Il 25 giugno ha quindi fatto ritorno al Brann. È tornato a calcare i campi da calcio norvegesi il 21 luglio 2003, schierato titolare nella vittoria per 0-2 contro il Vålerenga. L'anno seguente, ha fatto parte della squadra che si è aggiudicata il Norgesmesterskapet 2004. È rimasto in forza al Brann fino all'estate 2005, totalizzando 49 presenze e 22 reti in campionato in questa sua seconda avventura al Brann.

#### Fredrikstad
Il 4 luglio 2005, Kvisvik è passato al Fredrikstad. Il 24 luglio ha esordito con questa maglia, segnando anche il gol del definitivo 2-1 sul Lyn Oslo. È arrivato al Fredrikstad in una scarsa condizione di forma, con alcuni problemi alla schiena che ne hanno limitato le prestazioni.
Tornato in forma in vista del campionato 2006, ha contribuito al successo finale nel Norgesmesterskapet. L'annata successiva è stata invece altalenante dal punto di vista delle prestazioni. Proprio alla fine della stagione 2007 sono cominciate delle speculazioni riguardo al suo contratto, con Kvisvik che avrebbe voluto un rinnovo triennale che non era però nelle intenzioni del Fredrikstad.
A gennaio 2008 non è stato convocato per un torneo amichevole da disputarsi ad Amburgo, con l'allenatore Anders Grönhagen che ha liquidato la questione sostenendo che il giocatore fosse infortunato e non nei piani del club. Complice l'arrivo di Abgar Barsom, il 22 febbraio 2008 Kvisvik ha parlato della possibilità di lasciare il Fredrikstad, qualora non fosse considerato un titolare. A marzo, sono stati rivelati alcuni problemi finanziari del calciatore. Soltanto il 29 agosto 2008 ha firmato un nuovo contratto con il Fredrikstad, valido fino al 31 dicembre 2009.

#### Kvik Halden
Il 13 novembre 2009 è stato reso noto il suo passaggio al Kvik Halden, in 3. divisjon, a partire dal 1º gennaio successivo. Al termine della prima stagione in squadra, il Kvik Halden è stato promosso in 2. divisjon. Al termine del campionato 2011, è stato reso noto che il giocatore non avrebbe rinnovato il contratto in scadenza.

#### Le serie minori
Lasciato il Kvik Halden, Kvisvik ha fatto ritorno al Sarpsborg, in 5. divisjon. Dal 2013 al 2015 è stato in forza al Greåker, per poi passare al Mysen nel 2016. Nel 2017 si è accordato con il Tune. L'anno seguente ha giocato per l'Østsiden.
Il 18 giugno 2017 è entrato nello staff tecnico del Fredrikstad.

### Nazionale
Kvisvik conta 11 presenze e 2 reti per la Norvegia. Ha esordito il 2 febbraio 2000, subentrando a John Arne Riise nel successo per 2-4 contro la Danimarca. Il 22 gennaio 2005 ha trovato la prima rete, nel pareggio per 1-1 contro il Kuwait.

## Statistiche

### Presenze e reti nei club
Statistiche aggiornate al 16 agosto 2018.
| Stagione           | Club               | Campionato         | Campionato | Campionato | Coppe nazionali | Coppe nazionali | Coppe nazionali | Coppe continentali | Coppe continentali | Coppe continentali | Supercoppe | Supercoppe | Supercoppe | Totale | Totale |
| Stagione           | Club               | Comp               | Pres       | Reti       | Comp            | Pres            | Reti            | Comp               | Pres               | Reti               | Comp       | Pres       | Reti       | Pres   | Reti   |
| ------------------ | ------------------ | ------------------ | ---------- | ---------- | --------------- | --------------- | --------------- | ------------------ | ------------------ | ------------------ | ---------- | ---------- | ---------- | ------ | ------ |
| 1991               | Greåker            | 3D                 | ?          | ?          | -               | -               | -               | -                  | -                  | -                  | -          | -          | -          | ?      | ?      |
| 1992               | Greåker            | 3D                 | ?          | ?          | -               | -               | -               | -                  | -                  | -                  | -          | -          | -          | ?      | ?      |
| 1993               | Greåker            | 3D                 | ?          | ?          | -               | -               | -               | -                  | -                  | -                  | -          | -          | -          | ?      | ?      |
| 1994               | Greåker            | 3D                 | ?          | ?          | -               | -               | -               | -                  | -                  | -                  | -          | -          | -          | ?      | ?      |
| Totale Greåker     | Totale Greåker     | Totale Greåker     | ?          | ?          |                 | ?               | ?               |                    | -                  | -                  |            | -          | -          | ?      | ?      |
| 1995               | Sarpsborg          | 1D                 | ?          | ?          | CN              | ?               | ?               | -                  | -                  | -                  | -          | -          | -          | 26+    | 6+     |
| 1996               | Sarpsborg          | 2D                 | ?          | ?          | CN              | ?               | ?               | -                  | -                  | -                  | -          | -          | -          | ?      | ?      |
| 1997               | Moss               | 1D                 | 26         | 6          | CN              | ?               | ?               | -                  | -                  | -                  | -          | -          | -          | 26+    | 6+     |
| gen.-lug. 1998     | Moss               | ES                 | 9          | 3          | CN              | ?               | ?               | -                  | -                  | -                  | -          | -          | -          | 9+     | 3+     |
| Totale Moss        | Totale Moss        | Totale Moss        | 35         | 9          |                 | ?               | ?               |                    | -                  | -                  |            | -          | -          | 35+    | 9+     |
| lug.-dic. 1998     | Brann              | ES                 | 17         | 9          | CN              | ?               | ?               | -                  | -                  | -                  | -          | -          | -          | 17+    | 9+     |
| 1999               | Brann              | ES                 | 23         | 4          | CN              | 4               | 3               | -                  | -                  | -                  | -          | -          | -          | 27     | 7      |
| 2000               | Brann              | ES                 | 20         | 6          | CN              | 2               | 0               | CU                 | 1                  | 0                  | -          | -          | -          | 23     | 6      |
| 2001               | Brann              | ES                 | 26         | 10         | CN              | 3               | 0               | UCL                | 2                  | 0                  | -          | -          | -          | 31     | 10     |
| gen.-lug. 2002     | Brann              | ES                 | 6          | 0          | CN              | 0               | 0               | -                  | -                  | -                  | -          | -          | -          | 6      | 0      |
| 2002-2003          | Austria Vienna     | BL                 | 21         | 3          | CA              | 2               | 1               | CU                 | 1                  | 0                  | -          | -          | -          | 24     | 4      |
| lug.-dic. 2003     | Brann              | ES                 | 12         | 5          | CN              | 1               | 0               | -                  | -                  | -                  | -          | -          | -          | 13     | 5      |
| 2004               | Brann              | ES                 | 24         | 13         | CN              | 7               | 0               | -                  | -                  | -                  | -          | -          | -          | 31     | 13     |
| lug.-dic. 2005     | Brann              | ES                 | 13         | 4          | CN              | 4               | 1               | -                  | -                  | -                  | -          | -          | -          | 17     | 5      |
| Totale Brann       | Totale Brann       | Totale Brann       | 141        | 51         |                 | 21+             | 4+              |                    | 3                  | 0                  |            | -          | -          | 165+   | 55+    |
| gen.-lug. 2005     | Fredrikstad        | ES                 | 12         | 3          | CN              | -               | -               | -                  | -                  | -                  | -          | -          | -          | 12     | 3      |
| 2006               | Fredrikstad        | ES                 | 24         | 4          | CN              | 6               | 0               | -                  | -                  | -                  | -          | -          | -          | 30     | 4      |
| 2007               | Fredrikstad        | ES                 | 20         | 2          | CN              | 3               | 0               | CU                 | 2                  | 0                  | -          | -          | -          | 25     | 2      |
| 2008               | Fredrikstad        | ES                 | 19         | 2          | CN              | 5               | 2               | -                  | -                  | -                  | -          | -          | -          | 24     | 4      |
| 2009               | Fredrikstad        | ES                 | 26         | 1          | CN              | 4               | 0               | UEL                | 1                  | 0                  | -          | -          | -          | 31     | 1      |
| Totale Fredrikstad | Totale Fredrikstad | Totale Fredrikstad | 101        | 12         |                 | 18              | 2               |                    | 3                  | 0                  |            | -          | -          | 122    | 14     |
| 2010               | Kvik Halden        | 3D                 | ?          | ?          | CN              | ?               | ?               | -                  | -                  | -                  | -          | -          | -          | ?      | ?      |
| 2011               | Kvik Halden        | 2D                 | ?          | ?          | CN              | ?               | ?               | -                  | -                  | -                  | -          | -          | -          | ?      | ?      |
| Totale Kvik Halden | Totale Kvik Halden | Totale Kvik Halden | ?          | ?          |                 | ?               | ?               |                    | -                  | -                  |            | -          | -          | ?      | ?      |
| 2012               | Sarpsborg          | 5D                 | ?          | ?          | -               | -               | -               | -                  | -                  | -                  | -          | -          | -          | ?      | ?      |
| Totale Sarpsborg   | Totale Sarpsborg   | Totale Sarpsborg   | ?          | ?          |                 | ?               | ?               |                    | -                  | -                  |            | -          | -          | ?      | ?      |
| 2013               | Greåker            | 5D                 | ?          | ?          | -               | -               | -               | -                  | -                  | -                  | -          | -          | -          | ?      | ?      |
| 2014               | Greåker            | 5D                 | ?          | ?          | -               | -               | -               | -                  | -                  | -                  | -          | -          | -          | ?      | ?      |
| 2015               | Greåker            | 4D                 | ?          | ?          | -               | -               | -               | -                  | -                  | -                  | -          | -          | -          | ?      | ?      |
| Totale Greåker     | Totale Greåker     | Totale Greåker     | ?          | ?          |                 | ?               | ?               |                    | -                  | -                  |            | -          | -          | ?      | ?      |
| 2016               | Mysen              | 4D                 | ?          | ?          | -               | -               | -               | -                  | -                  | -                  | -          | -          | -          | ?      | ?      |
| 2017               | Tune               | 6D                 | ?          | ?          | -               | -               | -               | -                  | -                  | -                  | -          | -          | -          | ?      | ?      |
| 2018               | Østsiden           | 3D                 | ?          | ?          | CN              | ?               | ?               | -                  | -                  | -                  | -          | -          | -          | ?      | ?      |
| Totale             | Totale             | Totale             | 33         | 7          |                 | 4               | 1               |                    | 7                  | 0                  |            | -          | -          | 44     | 8      |

### Cronologia presenze e reti in Nazionale
| Cronologia completa delle presenze e delle reti in nazionale ― Norvegia | Cronologia completa delle presenze e delle reti in nazionale ― Norvegia | Cronologia completa delle presenze e delle reti in nazionale ― Norvegia | Cronologia completa delle presenze e delle reti in nazionale ― Norvegia | Cronologia completa delle presenze e delle reti in nazionale ― Norvegia | Cronologia completa delle presenze e delle reti in nazionale ― Norvegia | Cronologia completa delle presenze e delle reti in nazionale ― Norvegia | Cronologia completa delle presenze e delle reti in nazionale ― Norvegia |
| Data                                                                    | Città                                                                   | In casa                                                                 | Risultato                                                               | Ospiti                                                                  | Competizione                                                            | Reti                                                                    | Note                                                                    |
| ----------------------------------------------------------------------- | ----------------------------------------------------------------------- | ----------------------------------------------------------------------- | ----------------------------------------------------------------------- | ----------------------------------------------------------------------- | ----------------------------------------------------------------------- | ----------------------------------------------------------------------- | ----------------------------------------------------------------------- |
| 2-2-2000                                                                | La Manga del Mar Menor                                                  | Danimarca                                                               | 2 – 4                                                                   | Norvegia                                                                | Amichevole                                                              | -                                                                       | 83’                                                                     |
| 28-1-2003                                                               | Mascate                                                                 | Oman                                                                    | 1 – 2                                                                   | Norvegia                                                                | Amichevole                                                              | -                                                                       | 46’                                                                     |
| 22-1-2005                                                               | Madinat al-Kuwait                                                       | Kuwait                                                                  | 1 – 1                                                                   | Norvegia                                                                | Amichevole                                                              | 1                                                                       | 64’                                                                     |
| 25-1-2005                                                               | Riffa                                                                   | Bahrein                                                                 | 0 – 1                                                                   | Norvegia                                                                | Amichevole                                                              | 1                                                                       | 67’                                                                     |
| 28-1-2005                                                               | Amman                                                                   | Giordania                                                               | 0 – 0                                                                   | Norvegia                                                                | Amichevole                                                              | -                                                                       |                                                                         |
| 9-2-2005                                                                | Ta' Qali                                                                | Malta                                                                   | 0 – 3                                                                   | Norvegia                                                                | Amichevole                                                              | -                                                                       | 46’                                                                     |
| 20-4-2005                                                               | Tallinn                                                                 | Estonia                                                                 | 1 – 2                                                                   | Norvegia                                                                | Amichevole                                                              | -                                                                       |                                                                         |
| 24-5-2005                                                               | Oslo                                                                    | Norvegia                                                                | 1 – 0                                                                   | Costa Rica                                                              | Amichevole                                                              | -                                                                       | 54’                                                                     |
| 8-6-2005                                                                | Stoccolma                                                               | Svezia                                                                  | 2 – 3                                                                   | Norvegia                                                                | Amichevole                                                              | -                                                                       | 66’                                                                     |
| 26-1-2006                                                               | San Francisco                                                           | Messico                                                                 | 2 – 1                                                                   | Norvegia                                                                | Amichevole                                                              | -                                                                       |                                                                         |
| 29-1-2006                                                               | Carson                                                                  | Stati Uniti                                                             | 5 – 0                                                                   | Norvegia                                                                | Amichevole                                                              | -                                                                       | 46’                                                                     |
| Totale                                                                  |                                                                         | Presenze                                                                | 11                                                                      |                                                                         | Reti                                                                    | 2                                                                       |                                                                         |

## Palmarès

### Club

#### Competizioni nazionali
- Campionato austriaco: 1

Austria Vienna: 2002-2003
- Coppa d'Austria: 1

Austria Vienna: 2002-2003
- Supercoppa d'Austria: 1

Austria Vienna: 2003
- Coppa di Norvegia: 2

Brann: 2004
Fredrikstad: 2006

#### Individuale
- Giocatore dell'anno del Brann: 2

2001, 2003